# Tjejerna gör uppror
Tjejerna gör uppror (originaltitel: Jentene gjør opprør) är en ungdomsbok av den norska författaren Frøydis Guldahl, vars norska originalupplaga utkom 1973.
Boken handlar om fyra flickor, Asta, Tone, Kjersti och Liv, som tröttnat på att på grund av sitt kön diskrimineras i skolan och i sina hem. De bildar därför en upprorsklubb för tjejer som får namnet Krokovad och som har fyra regler: 1) Tänk inte på att gifta dig, 2) Gör allt du har lust med. Allt som passar för killar passar också för tjejer, 3) Gör inte alla de tråkiga jobben. Allt som tjejer kan göra kan killar göra lika bra och 4) Var inte rädd för någon vuxen.
Idén till boken kom på ett möte inom Nyfeministene och avsikten var att få unga flickor till att protestera mot diskriminering. Guldahl lämnade först manuskriptet till förlaget Aschehoug, där det blev refuserat eftersom man ansåg att det handlade om förhållanden i en tidigare generation. Boken utgavs dock första gången hösten 1973 av Tiden Norsk Forlag. I Aftenposten skrev signaturen "Gerda": "Man kan kalla den en milstolpe...den allra första unga kvinnokampsboken...för här har verkligen gjorts en bragd. Ut med sliskiga och sockersöta flickböcker och in med intelligens, humor och friska avstamp."
Den första upplagan blev snart slutsåld och kom att följas av nya upplagor. Skolelever dramatiserade episoder ur boken och skrev uppsatser om den i norskundervisningen. Boken utkom även i svensk (Tjejerna gör uppror, 1975), dansk (Pigerne gør oprør, 1979) och tysk (Die Mädchen machen Aufruhr, 1979) översättning. Den översattes även till isländska (Stelpurnar gera uppreisn), men blev endast uppläst i isländsk radio. Boken utgör också förlaga till den svenska TV-serien Tjejerna gör uppror (1977) i regi av Judith Hollander.